# Санти-Джованни-Эванджелиста-э-Петронио (титулярная церковь)
Титулярная церковь Санти-Джованни-Эванджелиста-э-Петронио (лат. Titulum Sanctorum Ioannis Evangelistae et Petronii) — титулярная церковь была создана Папой Иоанном Павлом II в 1985 года. Титул принадлежит церкви Санти-Джованни-Эванджелиста-э-Петронио — региональной церкви болонцев в Риме, расположенной в районе Рима Регола, на виа дель Маскероне.

## Список кардиналов-священников титулярной церкви Санти-Джованни-Эванджелиста-э-Петронио
- Джакомо Биффи — (25 мая 1985 — 11 июля 2015, до смерти);
- Бальтасар Энрике Поррас Кардосо — (19 ноября 2016 — по настоящее время).